# Yoo Myung-hee
Yoo Myung-hee (coreano: 유명희; Hanja: 兪明希, Ulsan, 5 de junio de 1967) es la ministra de Comercio de Corea del Sur, la primera mujer en ocupar este puesto.
Yoo es ampliamente considerada como una veterana en los sectores comerciales y ha trabajado en varias instituciones gubernamentales durante más de veinticinco años. Yoo ha dedicado su carrera profesional entera al servicio público, principalmente relacionado con el comercio ─ desde 1991 cuando aprobó el examen de funcionario estatal en Corea.

## Temprana edad y educación
Yoo nació en Ulsan, Corea del Sur, en 1967 cuando Corea estaba a punto de presentar un alto crecimiento económico después de haber completado su primer Plan de Desarrollo Económico de 5 años (de 1962 a 1966) y haber establecido su principal política económica sobre el crecimiento impulsado por las exportaciones. Su sueño de la infancia era convertirse en escritora por su personalidad creativa y reflexiva, lo que la llevó a estudiar literatura inglesa en la Universidad Nacional de Seúl, donde se graduó con una licenciatura en literatura inglesa y una maestría en Políticas Públicas. Ella también tiene un JD de la Facultad de Derecho de la Universidad de Vanderbilt y fue admitida a la Barra de Abogados de Nueva York en 2003.
Yoo está casada con Jeong Tae-ok, un exfuncionario y político. Ella tiene un hijo y una hija.

## Carrera

### Ministerio de Comercio e Industria
Yoo comenzó su carrera como funcionaria en el Ministerio de Administración del Gobierno en 1992. Al comienzo de su carrera las negociaciones de la Ronda Uruguay en la OMC estaban en curso, y Yoo sintió que Corea en ese momento necesitaba urgentemente expertos en comercio. Al respaldarse para desempeñar un papel potencial al respecto, Yoo solicitó un puesto en el Ministerio de Comercio e Industria (actualmente el Ministerio de Comercio, Industria y Energía, MOTIE por sus siglas en inglés) en 1995 y comenzó a trabajar en la División de la OMC.
Yoo ha reflejado los tiempos de las negociaciones de la Ronda Uruguay, cuando fue testigo de varias "disputas y conflictos", con los que decidió dedicar su vida a representar la posición de Corea en las negociaciones comerciales. También notó que Corea era el único país entre los Estados miembros de la OMC que no había tenido ninguna mujer representante en su equipo de delegación, lo que también la motivó a solicitar un puesto en el Ministerio de Comercio e Industria.
Mientras trabajaba en la División de la OMC, Yoo participó en negociaciones de subvenciones y escribió una "Guía para el Acuerdo sobre Subvenciones y Medidas Compensatorias de la OMC", que fue ampliamente considerada como un libro de referencia esencial para el uso de funcionarios coreanos en los círculos comerciales.

### Ministerio de Asuntos Exteriores y Comercio
En 1998, después de la reestructuración organizativa del Gobierno coreano, Yoo fue transferido al Ministerio de Asuntos Exteriores y Comercio.
Yoo en ese momento sintió la necesidad de obtener experiencia legal para comprender mejor el comercio, y entonces estudió para obtener un título de JD en la Facultad de Derecho de la Universidad de Vanderbilt. Más tarde fue admitida a la Barra de Abogados de Nueva York en 2003.
Después de regresar a Corea en 2003, Yoo participó en las negociaciones del TLC Corea-Singapur. Durante las negociaciones consecutivas, Yoo se dio a conocer a la delegación de Singapur como "alguien que sabe negociar", así como "alguien que sabe lo que queremos", y algunos incluso afirmaron que Yoo era ampliamente reconocida aún más entre los expertos comerciales singapurenses que entre los de su país natal. Yoo también era conocida por su afecto y pasión por el comercio, y a veces era comparada con la exrepresentante de Comercio de los Estados Unidos, Carla Hills.
Después de la conclusión del TLC, su competencia excepcional le valió un mayor reconocimiento. Posteriormente se desempeñó como Directora de la División de Políticas del TLC, y estuvo a cargo del Grupo de Trabajo de Servicios y Competencia durante las negociaciones del TLC Corea-Estados Unidos (KORUS en sus siglas en inglés). Durante las negociaciones, la delegación de EE. UU. Comentó en broma que era injusto que, ellos no entendían bien la ley coreana, mientras que Yoo tenía mucho conocimiento de la legislación estadounidense.
Como muchos de los TLC de Corea, especialmente el TLC KORUS, estaban sujetos a una oposición intensa de las partes interesadas, Yoo reconoció que coordinar las posiciones divergentes entre las partes interesadas a nivel nacional es más difícil que entablar negociaciones oficiales con un país extranjero. Por lo tanto, cree que es importante crear reglas que rijan las negociaciones, así como establecer un sistema que permita una mayor coordinación entre los diferentes intereses.
De 2007 a 2010, Yoo fue enviado a la Embajada de Corea en Beijing, China, como primera secretaria y consejera. Después de completar su ocupación en China, trasladó su puesto a Singapur a la sede del Foro de Cooperación Económica Asia Pacífico (APEC por sus siglas en inglés), donde sirvió como directora de Programa de la Secretaría General del APEC durante 4 años, hasta 2014.
En 2014, Yoo fue nombrada como portavoz para medios extranjeros en la Oficina del Presidente de Corea del Sur, donde trabajó hasta 2015.

### Ministerio de Comercio, Industria y Energía
Después de una mayor reestructuración organizativa en el Gobierno coreano en 2013, se formó el Ministerio de Comercio, Industria y Energía (MOTIE). Yoo fue transferida de regreso al MOTIE, donde continuó expandiendo su carrera como "la primera Directora General", "la primera Viceministra de Comercio" y "la primera Ministra de Comercio". Como resultado de estos logros, se ha ganado el apodo de "la rompedora de techos de vidrio".
En 2015, Yoo fue nombrado como directora general de Negociaciones de TLC y también del TLC de Asia del Este. Como principal negociadora para Corea, su experiencia y valores jugaron un papel indispensable en la finalización de las negociaciones del TLC Corea-China, que entraron en vigor en el mismo año.
En 2018 fue promovida al cargo de Viceministra de Comercio, y sirvió exitosamente como principal negociadora en las negociaciones de enmienda de KORUS FTA, desempeñando el papel de "Defensora del Diablo" mientras que trabajaba junto al Ministro de Comercio Kim Hyun-jong en su delegación. El papel de Defensor del Diablo es bien conocido como una herramienta útil en las negociaciones comerciales para evitar que un grupo se incline solo hacia un lado.
En 2019, Yoo fue nombrado como Ministra de Comercio y desempeñó un papel clave en la concertación de negociaciones basadas en texto de la Asociación Económica Integral Regional (RCEP por sus siglas en inglés) en 2019, proporcionando alternativas viables para encontrar un terreno común entre los países participantes en diferentes niveles de desarrollo.
Además, concluyó el TLC Corea-Reino Unido en 2019, teniendo en cuenta varios escenarios de Brexit en el acuerdo. Además firmó el Acuerdo de Asociación Económica Comprensivo Corea-Indonesia (CEPA en sus siglas en inglés) que presentaba un capítulo fuerte sobre cooperación bilateral.
Como resultado de la pandemia de COVID-19, Yoo introdujo en junio de 2020 la "Política comercial posterior a COVID-19" para restablecer dicha política de Corea en respuesta a los cambios producidos en el entorno comercial internacional. En esta iniciativa, enfatizó especialmente la cooperación internacional y el establecimiento de reglas como herramientas para realizar el avance de la economía digital; y el reconocimiento y la aceptación de la cadena de valor global en evolución; con lo que las partes interesadas y las industrias obtengan un mejor reconocimiento y utilización al respecto.
En junio de 2020, la República de Corea nominó oficialmente a Yoo como candidata del país para el director general de la Organización Mundial del Comercio y Yoo declaró oficialmente su candidatura para presentarse a las elecciones.

## Vida personal
Yoo está casada con Jeong Tae-ok, un exfuncionario y político. Ella tiene un hijo y una hija.